# David Gómez Samitier
David Gómez Samitier (Barbastro, Provincia de Huesca,1963 - Barbastro, 2005) fue un fotógrafo y naturalista español.

## Comienzos
En 1979 ingresó en el Grupo Scout Calasanz de Barbastro, donde comenzó a entrar en contacto con la naturaleza y las aves rapaces. Al acabar su educación secundaria marchó a estudiar de 1981 a 1983 al IFA de Jaca para ser agente forestal. Trabajando ya para el gobierno de Aragón como profesional, de 1984 a 1989 realizó el inventario de las rapaces rupícolas del Alto Aragón, en cuyos informes se incluían amplios estudios referentes al quebrantahuesos, un ave que se encontraba entonces en peligro de extinción y que pudo contar más tarde con importantes programas de protección.

## Trayectoria
En 1990 se incorporó como Agente para la protección de la Naturaleza  en Bierge, en la Sierra de Guara, donde se le llegará a conocer como «El forestal de los buitres». Durante esa década dedica su vida al estudio, la defensa y la divulgación de la naturaleza mediante exposiciones, charlas y conferencias que culminan en la publicación de numerosos libros. Divulga también sus investigaciones en publicaciones como Natura, Querqus, Integral, Ecología, Biológica o El mundo de los Pirineos; pero también en medios locales como El Cruzado Aragonés y Radio Barbastro, de la Cadena SER. Participó en 2001 en el I Curso de Buitres que la UNED impartió en Ávila, y en el II Curso de Buitres de la Universidad Nacional de Educación a Distancia, impartido en Barbastro en 2004.
Fue un fotógrafo autodidacta, socio de la Asociación Fotográfica y de la imagen de Barbastro (AFIB) y de la Asociación Española de Fotógrafos de Naturaleza (AEFONA). Su fondo de 23.000 diapositivas en color de 24 x 36 mm están en la Fototeca de la Diputación Provincial de Huesca desde el año 2010. En su trabajo predominan las imágenes de fauna, paisaje y flora de la provincia de Huesca, principalmente de la Sierra de Guara, tomadas en las décadas de los años 80 y 90. En el año 2005 realiza su primer documental en vídeo: Muladar, incompleto por su fallecimiento.

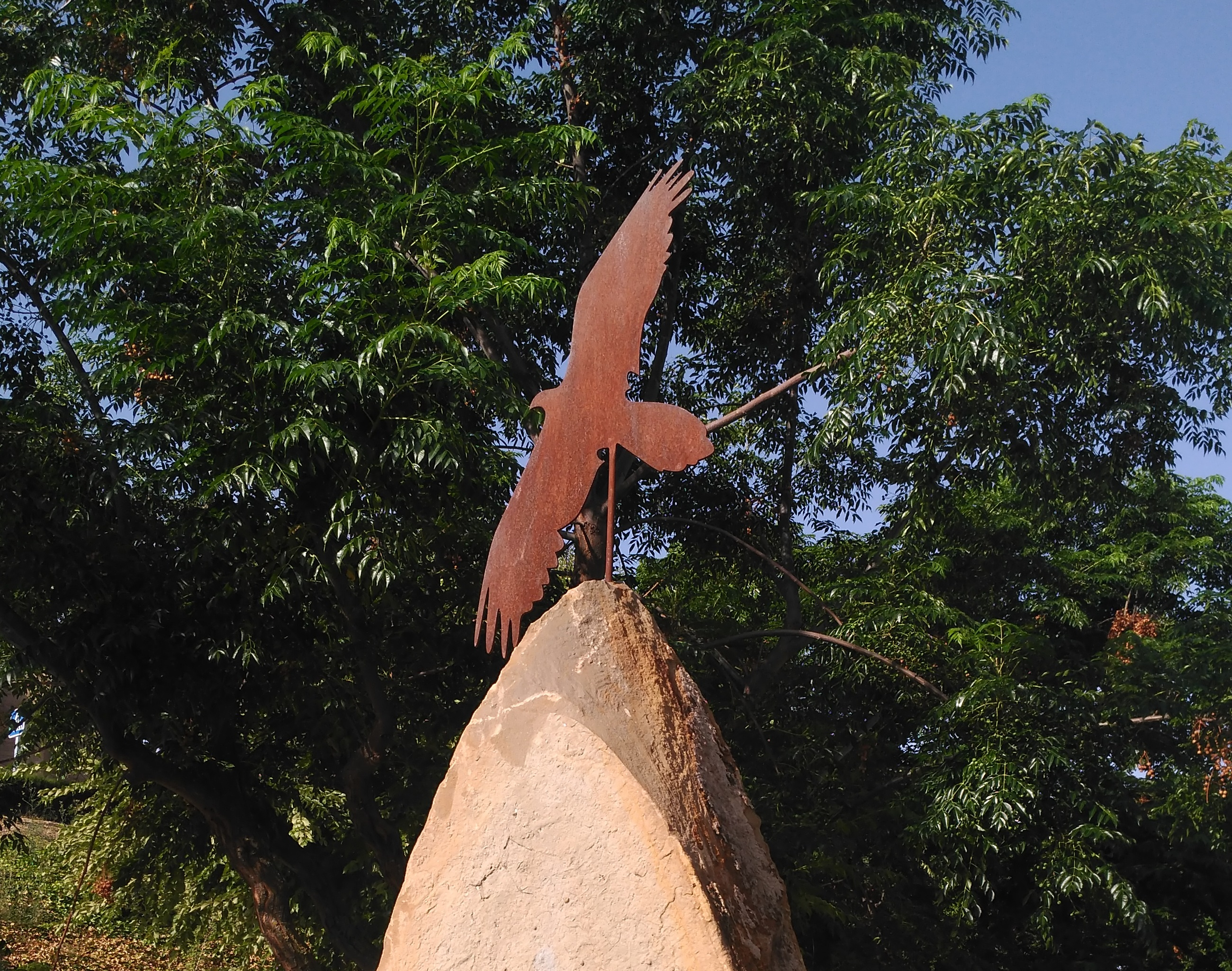
Espacio David Gómez Samitier en Barbastro

## Fallecimiento
David Gómez Samitier falleció el 10 de abril de 2005 junto a su familia (la esposa y sus dos hijas), debido a un accidente de tráfico. El accidente ocurrió alrededor de las 4 de la mañana, en un tramo recto de la carretera N-240.

## Honores
- En mayo  de 2001 fue galardonado con el Félix de Azara[11] en reconocimiento de su trayectoria profesional como Agente de Protección de la Naturaleza, fotógrafo y divulgador de la fauna.
- En mayo de 2006 se constituye el Premio Internacional de Fotografía David Gómez Samitier[12] dentro de los premios Félix de Azara de la Diputación Provincial de Huesca.[11]
- En diciembre de 2006 se inauguró un monolito por sus compañeros de trabajo en el comedero de Buitres de Bierge.
- En el año 2006 se publica el libro de homenaje Reflejos de vida.
- En el año 2006 se realiza la exposición en la Universidad Nacional de Educación a Distancia en Barbastro Pasión por la naturaleza.
- En junio de 2013 se inauguró una estatua en su memoria en el Parque de la Mina de Barbastro.
- En 2013 la Fototeca de Diputación de Huesca prepara la exposición itinerante David Gómez Samitier. Cazador de instantes.[1]

## Publicaciones
- (1988). Guara, aula de la naturaleza. Instituto de Estudios Atoaragoneses.
- (1993). Guara. Rutas, descensos, naturaleza. Editorial Pirineos
- (1995). Huesca, foto a foto. Editorial Pirineos
- (1996). Guía de las rapaces en Aragón. Editorial Pirineos
- (1997). Sierra de Guara. Editorial Everest
- (1999). Pájaro de barro. Prames.
- (2004). El silbido del Cierzo. Prames
- (2004). El Parque Cultural del Río Vero. CAI
- (2004). Somontano de Barbastro. CAI
- (2007). Uñas de cristal. Prames